# Lijst van heren van Ouderkerk
Dit is een onvolledige lijst van heren c.q. vrouwen van Ouderkerk.
- 1665-1708: Hendrik van Nassau-Ouwerkerk (1640-1708)
- 1708-1722: Maurits Lodewijk II van Nassau-LaLecq
- 1722-1748: Florentius Camper
- 1748-1749: Geertruida Kettingh, weduwe van Florentius Camper en vervolgens de kinderen van Florentius Camper
- 1749-1753: Willem Maurits van Nassau-Ouwerkerk
- 1753-1754: Hendrik van Nassau-Ouwerkerk
- 1754-1762: Willem Hendrik van Nassau-LaLecq
- 1764-1772: Lodewijk Theodoor van Nassau-LaLecq (1741-1795)
- 1773-1773: Constantijn Gerard Nobel
- 1773-1782: Jan Nicolaas Floris van Nassau-LaLecq
- 1782-1783: Maria Wilhelmina van Nassau-LaLecq
- 1783-1793: Jan Smits Jansz.
- 1793-1823: Jan Mijnlieff
- 1823-1845: Dirk Mijnlieff
- vanaf 1845: de gemeente Ouderkerk